# Kuzmà Minin

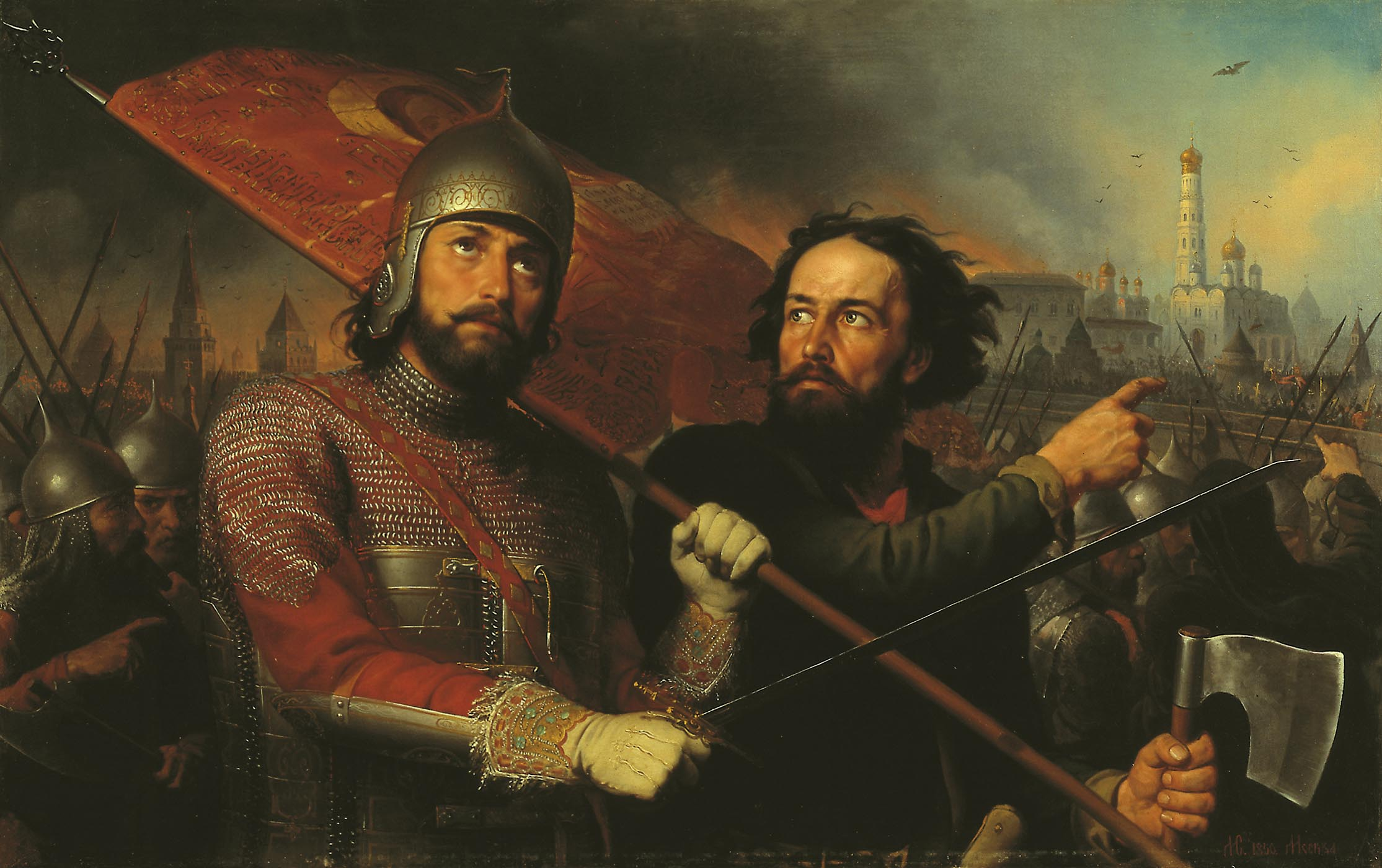
Kuzmà Minin (dreta) amb el príncep Dmitri Pojarski en una obra del.

Kuzmà Minin (en rus Кузьма Минин), nom complet Kuzmà Mínitx Zakhàriev Sukhoruki, fou un mercader de Nijni Nóvgorod del segle XVII qui, juntament amb el príncep Dmitri Pojarski, arribà a ser un heroi nacional pel seu paper en la defensa del país contra la invasió polonesa de començaments del segle xvii.
Nasqué a Balakhnà, fou un pròsper carnisser de la ciutat de Nijni Nóvgorod. Quan es formà el moviment patriòtic popular per a l'organització d'un cos de voluntaris, els comerciants de la ciutat l'escolliren per supervisar l'ús dels fons públics per formar i equipar el Segon Exèrcit de Voluntaris.
Amb l'ajuda del príncep Dmitri Pojarski, l'exèrcit aconseguí expulsar les forces poloneses i lituanes del Kremlin de Moscou l'1 de novembre de 1612. Minin distingí com un comandant respectable i fou nomenat noble i membre de la Duma dels Boiars pel nou tsar Miquel I de Rússia. Morí el 1616 i fou enterrat a la Catedral de l'Arcàngel a Nijni Nóvgorod.